# Hostal Bonavista i Edifici Ibercaja
Hostal Bonavista i Edifici Ibercaja és una obra de Cervera (Segarra) protegida com a Bé Cultural d'Interès Local.

## Descripció
Conjunt de dos edificis situats a la cantonada entre el carrer d'Anselm Clavé, l'Avinguda Catalunya i el carrer Llibertat. Ambdues construccions compten amb una distribució de planta baixa i dos pisos. La coberta del tram dret és de quatre vessants i la de l'esquerra té una vessant a la part posterior i és plana a la part davantera, on hi ha un terrat amb una àmplia balustrada. El parament de la banda dreta de la façana és de carreus regulars i ben escairats, disposats a filades. El mur però es presenta arrebossat i pintat però deixa a la vista els emmarcaments i la cadena cantonera. A la banda esquerra de la façana, en canvi, el parament és de carreus irregulars i poc escairats, lligats amb morter de calç, i deixats a la vista. A les obertures dels emmarcaments, en canvi, els carreus són regulars i ben escairats. Els baixos d'ambdues construccions, compten amb locals comercials, a l'esquerra hi ha un hostal i a la dreta una entitat bancària. Cadascun d'aquests, compta amb el seu propi accés i diferents obertures de tipus aparador. Al primer, una finestra a l'eix central del conjunt, està flanquejada per una balconada a banda i banda, amb tres obertures d'arc pla i barana compartida. Al segon pis, en canvi, hi ha un total de set balcons d'arc pla, independents. A les façanes laterals, les obertures són d'arc pla i es disposen en tot el pla variant la presència de finestres, balcons, finestres ampitadores i portes cotxeres. Al darrer tram de la façana situada al carrer d'Anselm Clavé, el coronament presenta
un frontó triangular amb àmplies motllures.

## Història
A la fonda Bonavista, però, s'hi realitzà una intervenció durant la dècada de 1990, que desvirtuà profundament la façana original, llevant-li l'arrebossat primitiu deixant al descobert un aparell de paredat comú- que en el moment de la construcció de l'edifici no era apte per a ser vist, sinó que havia d'anar preceptivament arrebossat. La restauració es culminà amb la col·locació d'una cornisa balustrada.